# Parametr Racah
Parametr Racah (czyt. parametr Raˈka) – współczynnik stosowany w chemii koordynacyjnej, stanowiący sumę całek odpychania elektronowego, niewyznaczaną explicite. Oznacza się go na ogól symbolem B. Termin pochodzi od nazwiska fizyka Giulio Racah.
Parametr ten stanowi element teorii pola krystalicznego. Jest on głównie używany przy interpretacji diagramów Tanabe-Sugano, dzięki którym można określić ilościowo różnicę energii odpychania pomiędzy termami. W diagramach tych parametr Racah pełni funkcję jednostki. Zależność przedstawia się następująco:
{\displaystyle {\frac {E}{B}}=f\left({\frac {Dq}{B}}\right).}
Inne zastosowanie znajduje w szeregu nefeloauksetycznym, gdzie stosunek nefeloauksetyczny jest wyrażony za pomocą ilorazu parametrów Racah kompleksu i wolnego jonu:
{\displaystyle \beta ={\frac {B'_{(kompleks)}}{B_{(wolny~jon)}}}.}